# Nixa (Missouri)
Nixa é uma cidade localizada no Estado americano de Missouri, no Condado de Christian.

## Demografia
Segundo o censo americano de 2000, a sua população era de 12.124 habitantes.
Em 2006, foi estimada uma população de 17.391, um aumento de 5267 (43.4%).

## Geografia
De acordo com o United States Census Bureau tem uma área de
15,9 km², dos quais 15,9 km² cobertos por terra e 0,0 km² cobertos por água. Nixa localiza-se a aproximadamente 348 m acima do nível do mar.

## Localidades na vizinhança
O diagrama seguinte representa as localidades num raio de 16 km ao redor de Nixa.